# Herrarnas 15 kilometer i längdskidåkning vid olympiska vinterspelen 2002
- 12 februari 2002

Den senare dopingavstängde Johann Mühlegg valde att avstå detta lopp, vilket gjorde tävlingen öppnare. Per Elofsson låg bra till vid passering 7,2 km, men halkade ner några placeringar. Den absolut starkaste avslutningen hade Andrus Veerpalu som såg till att Estland tog sin första medalj i ett olympiskt vinterspel. Även Jaak Mae ordnade en medalj åt Estland.

## Medaljörer
| Spel         | Guld                      | Silver              | Brons              |
| 15 kilometer | Andrus Veerpalu · Estland | Frode Estil · Norge | Jaak Mae · Estland |

## Resultat
| Medalj | Tävlande              | Tid     |
| Guld   | Andrus Veerpalu       | 37.07,4 |
| Silver | Frode Estil           | 37.43,4 |
| Brons  | Jaak Mae              | 37.50,8 |
| 4      | Anders Aukland        | 38.08,3 |
| 5      | Per Elofsson          | 38.10,8 |
| 6      | Erling Jevne          | 38.13,6 |
| 7      | Vitalij Denisov       | 38.17,9 |
| 8      | Magnus Ingesson       | 38.38,5 |
| 9      | Reto Bürgermeister    | 38.49,2 |
| 10     | Sergej Novikov        | 38.49,3 |
| 11     | Michail Ivanov        | 38.51,3 |
| 12     | John Bauer            | 38.55,7 |
| 13     | Roman Virolainen      | 39.02,4 |
| 14     | Axel Teichmann        | 39.05,3 |
| 15     | Andreas Schlütter     | 39.19,2 |
| 16     | Patrick Weaver        | 39.24,4 |
| 17     | Urban Lindgren        | 39.24,8 |
| 18     | Andrej Golovko        | 39.28,1 |
| 19     | Masaaki Kozu          | 39.28,3 |
| 20     | Odd-Bjørn Hjelmeset   | 39.31,4 |
| 21     | Ivan Batory           | 39.32,0 |
| 22     | Kris Freeman          | 39.34,3 |
| 23     | Alexander Marent      | 39.36,2 |
| 24     | Martin Bajcicak       | 39.39,4 |
| 25     | Vasilij Rotjev        | 39.42,1 |
| 26     | Freddy Schwienbacher  | 39.44,9 |
| 27     | Morgan Göransson      | 39.45,7 |
| 28     | Cristian Saracco      | 39.48,4 |
| 29     | Jiri Magal            | 39.48,6 |
| 30     | Kuisma Taipale        | 39.50,3 |
| 31     | Fulvio Valbusa        | 39.50,6 |
| 32     | Roman Lejbjuk         | 39.50,9 |
| 33     | Jens Filbrich         | 39.57,0 |
| 34     | Petr Michi            | 40.00,2 |
| 35     | Georgio di Centa      | 40.22,6 |
| 36     | Hiroyuki Imai         | 40.27,1 |
| 37     | Denis Krivusjkin      | 40.27,7 |
| 38     | Hiroshi Kudo          | 40.29,9 |
| 39     | Ricardas Panavas      | 40.31,0 |
| 40     | Meelis Aasmäe         | 40.31,2 |
| 41     | Gerhard Urain         | 40.38,0 |
| 42     | Pavel Rjabinin        | 41.03,2 |
| 43     | Karri Hietamäki       | 41.13,6 |
| 44     | Igor Zubriljin        | 41.15,5 |
| 45     | Milan Sperl           | 41.16,7 |
| 46     | Donald Farley         | 41.26,6 |
| 47     | Aleksandr Stjalak     | 41.44,5 |
| 48     | Nikolaj Semjonjako    | 41.48,0 |
| 49     | Juris Germanis        | 41.50,1 |
| 50     | Katsuhito Ebisawa     | 41.51,4 |
| 51     | Aleksej Tregobov      | 42.00,7 |
| 52     | Vladislavas Zybajlo   | 42.07,9 |
| 53     | Ari Palolahti         | 42.10,7 |
| 54     | Lars Flora            | 42.11,5 |
| 55     | Peter Schlickenrieder | 42.34,0 |
| 56     | Dawei Han             | 42.34,5 |
| 57     | Priit Narusk          | 43.03,2 |
| 58     | Denis Klobucar        | 43.45,0 |
| 59     | Vadim Gusev           | 43.56,2 |
| 60     | Ivan Barjakov         | 45.41,2 |
| 61     | Damir Jurcevic        | 45.49,6 |
| 62     | Byung-Joo Park        | 45.51,4 |
| 63     | Jargal Erdenetulkhuur | 45.54,7 |
| 64     | Im-Hun Choi           | 46.13,3 |
| 65     | Eleftherios Fatalis   | 46.17,9 |
| 66     | Aram Hajijan          | 46.42,9 |

En skidåkare, Slavtstjo Batinkov (Bulgarien), bröt skidloppet.